# Saska-Anhalt
Saska-Anhalt  (donjonjemački: Sassen-Anholt) je savezna pokrajina (zemlja) u istočnom dijelu Njemačke. Glavni grad Magdeburg, dok su veći gradovi Halle i Dessau-Roßlau. Saska-Anhalt ima oko 2,3 milijuna stanovnika, a jezično pripada donjonjemačkom i srednjonjemačkom prostoru. Kao savezna država Saska-Anhalt ponovno je uspostavljena nakon ponovnog ujedinjenja Njemačke 3. listopada 1990. godine. Dijeli se na tri autonomna grada i jedanaest kotareva, a graniči s Donjom Saskom, Brandenburgom, Saskom i Tiringijom (Tirinškom). U Saskoj-Anhalt nalazi se bogata kulturna baština (od čega su Bauhaus i Dessau-Wörlitzerovo vrtno carstvo na popisu Svjetske baštine) i veliki sveučilišni centri u Halleu i Magdeburgu.

## Povijest
Povijest Saske-Anhalt kao jedinstvene cjeline počinje 1947. nakon službenog ukinuća Pruske. Prethodnice Saske-Anhalt su Provincija Saska i Slobodna država Anhalt.

### Prethodni entiteti
Na području dijela današnje Saske-Anhalt nalazila se nekadašnja višestoljetna Magdeburška nadbiskupija. Praškim mirom 1635. ova nadbiskupija pripala je saksonskom izbornom knezu, a u vrijeme Reformacije nadbiskupija je sekularizirana i pretvorena u vojvodstvo. Prema Westfalskom miru iz 1648., ovo područje je, zajedno sa susjednom biskupijom Halberstadt, nakon smrti zadnjeg njezinog upravitelja pripalo brandenburškim vladarima čiji su posjedi u Altmarku okruživali neke ove teritorije. U vrijeme Napoleonskih ratova veliki dio ovog područja bilo je osvojeno, a vojvodstvo je prestalo postojati. Nakon Bečkog kongresa ti su teritoriji inkorporirani u novoosnovanu prusku provinciju Sasku.

### Osnivanje Saske-Anhalt
Krajem Drugog svjetskog rata ovaj teritorij okupirale su američke i sovjetske snage. U svibnju Amerikanci na čelo ove pokrajine stavljaju Erharda Hübenera koji kasnije postaje ministarski predsjednik. Prema savezničkom sporazumu dogovorenom u Jalti u lipnju 1945. američke snage se povlače. U srpnju 1945. Sovjetska vojna uprava (SMAD) spaja dvije pokrajine, uključujući i bivšu Slobodnu državu Anhalt, braunschweišku enklavu Calvörde i istočni dio kotara Blankenburg, kao i tirinšku enklavu Allstedt u novu Pokrajinu Sasku, na čelu koje je bio Hübener. Na dan prvih prvih slobodnih parlamentarnih izbora 20. listopada 1946. ime pokrajine promijenjeno je u „Saska-Anhalt”. Tada je izabrana kršćanskodemokratska liberalna vlada s Hübenerom na čelu, što je jedinstven takav slučaj u Sovjetskoj okupacijskoj zoni. Dana 10. siječnja 1947. stupa na snagu novi ustav kojim se na pokrajinu gleda kao na područje pod sovjetskom upravom. Prusija, kojoj je ovaj teritorij dotad pripadao, prestala je postojati 25. veljače te godine. Glavni grad ove pokrajine koja je tada imala 24.576 km², u ovo vrijeme je bio Halle, jer ta titula nije mogla pripasti Magdeburgu koji je bio teško oštećen tijekom rata.
Idućih mjeseci dolazi do kontinuiranih manjih sukoba između Hübenera i vojne uprave. Godine 1948., dolazi do teške krize tijekom koje je uhićeno nekoliko ministara lokalne vlade. Erhard Hübener daje ostavku iz prosvjeda prema vojnoj upravi i oduzimanja vlasništva nad zemljištem, a službeni razlog njegove ostavke bila je poodmakla dob.

### Istočna Njemačka
U listopadu 1949. osnovana je Demokratska Republika Njemačka. Reformom lokalne uprave 1952. Saska-Anhalt je de facto prestala postojati (de iure tek dvije godine kasnije), a taj teritorij najvećim dijelom je podijeljen na kotare Halle i Magdeburg. Istočni okruzi Herzberg i Liebenwerda pripali su kotaru Cottbus, a dio okruga Torgau potpao je pod kotar Leipzig.

### Od ujedinjenja od danas
Dana 3. listopada 1990. Istočna Njemačka se ujedinjuje sa Zapadnom, te se Saska-Anhalt ponovno osniva kao njemačka savezna zemlja na prostoru bivših kotara Halle i Magdeburg. Lokalnim referendumom održanim 1990. građani okruga Artern (kotar Halle) odlučuju se za pripajanje Tiringiji,  dok se okrug Jessen (kotar Cottbus) pripaja Saskoj-Anhalt. Magdeburg postaje glavnim gradom, a 14. listopada izabran je prvi saziv parlamenta.
Prvi dio 1990-ih obilježila je česta smjena vlasti i političke afere. Ove smjene rezultirale su manjinskom koalicijskom vladom tzv. Magdeburškim modelom. Tijekom razdoblja velikog ekonomskog restrukturiranja na čelu zemlje bio je Reinhard Höppner. Saska-Anhalt je imala najveću stopu nezaposlenosti u Njemačkoj jedno vrijeme. Lokalnu političku scenu karakterizira i znatan uspjeh ekstremno desničarske stranke DVU koja je jedno vrijeme imala zastupnike u parlamentu. Godine 2007., provedena je zadnja reforma lokalne uprave kojom je bitno smanjen broj upravnih jedinica.

## Zemljopis
Sjeverni dio Saske-Anhalt pretežito je nizinski. U slabo naseljenom dijelu povijesne regije Altmark nalaze se stari hanzeatski gradovi kao što su Salzwedel, Gardelegen, Stendal i Tangermünde. Na sjeveru se nalaze pusti i ravničarski krajevi, te Magdeburška regija gdje se nalaze gradovi Haldensleben, Oschersleben (Bode), Wanzleben, Schönebeck, Aschersleben, kao i glavni grad pokrajine Magdeburg.
Na jugozapadu nalazi se gorje Harz s prekograničnim (Saska-Anhalt i Donja Saska) Nacionalnim parkom Harz, te okolnim područjem i regijom Mansfelder Land kao i gradovima Halberstadt, Quedlinburg, Wernigerode, Thale i Lutherstadt Eisleben.
Na granici sa Saskom u blizini Leipziga, nalazi se urbano područje zvano "Kemijski trokut" koje se sastoji od gradova Halle, Merseburg i Bitterfeld-Wolfen. Halle je najveći grad u Saskoj-Anhalt. U prošlosti je u ovom području kemijska industrija bila snažno razvijena, a najvažnije mjesto bio je grad Leuna.
Na rijekama Saale i Unstrut na jugu pokrajine, gdje se nalazi vinorodna regija Saale-Unstrut nalaze se gradovi Zeitz, Naumburg (Saale), Weißenfels i Freyburg (Unstrut). Saskoj-Anhalt pripada i istočna regija Anhalt-Wittenberg u kojoj se nalazi treći po veličini grad Dessau-Roßlau (bivši grad Dessau bio je prijestolnica Anhalta). U ovom kraju nalazi se i Lutherstadt Wittenberg, kao i jedan dio prirodne regije Fläming.

### Regije
- Altmark
- Anhalt
- Anhalt-Wittenberg
- Chemiedreieck (Kemijski trokut)
- Elbe-Börde-Heide / Magdeburška regija
- Harz
- Mansfelder Land
- Ostfalen (Ostfalija)
- Saale-Unstrut

### Rijeke
Sljedeće rijeke djelomično ili punim tokom prolaze kroz Sasku-Anhalt. Svrstane prema ukupnoj dužini, ove rijeke su:
| - Laba (Elba) (1.166 km) - Saale (413 km) - Havel (325 km) - Mulda (124 km, sa Zwickauer Mulde 290 km) - Aller (263 km) - Weiße Elster (257 km) - Unstrut (192 km) - Schwarze Elster (188 km) - Bode (140 km, s Rappbode 169 km) | - Ohre (110 km) - Milde-Biese-Aland (97 km) - Wipper (Harz) (85 km) - Jeetze (73 km) - Helme (65 km) - Fuhne (59 km) - Großer Graben/Schiffgraben (46 km) - Ehle (40 km) - Ilse (40 km) - Tanger (33 km) |

#### Jezera
Goitzsche (2500 ha), Geiseltalsee (1840 ha), Gremminer See (544 ha), Arendsee (514 ha), Concordiasee (350 ha), Wallendorfer See (338 ha), Raßnitzer See (310 ha), Süßer See (238 ha), Bergwitzsee (172 ha), Barleber See (100 ha), Hufeisensee (70 ha), Neustädter See (Magdeburg) (60 ha)

## Upravna podjela
Saska-Anhalt sastoji se od 11 kotara te tri autonomna grada. Od ujedinjenja, upravna podjela Saske-anhalt reformirana je dva puta: prvi put (1. srpnja 1994.) od 37 stvoren je 21 novi kotar, dok je zadnjom reformom (1. srpnja 2007.) njihov broj smanjen na 11.
| Kotar                        | Br. stan. (31. prosinca 2010.) | Površina(km²) | Gustoća stanovništva (stan./km²) |
| ---------------------------- | ------------------------------ | ------------- | -------------------------------- |
| Anhalt-Bitterfeld (ABI)      | 176.642                        | 1.452,71      | 125                              |
| Burgenlandkreis (BLK)        | 194.195                        | 1.413,36      | 141                              |
| Börde (BK)                   | 178.880                        | 2.366,19      | 77                               |
| Harz (HZ)                    | 232.343                        | 2.104,00      | 113                              |
| Jerichower Land (JL)         | 96.251                         | 1.576,66      | 62                               |
| Mansfeld-Südharz (MSH)       | 150.295                        | 1.448,60      | 107                              |
| Saalekreis (SK)              | 196.946                        | 1.433,22      | 140                              |
| Salzlandkreis (SLK)          | 209.579                        | 1.425,86      | 151                              |
| Altmarkkreis Salzwedel (SAW) | 89.512                         | 2.292,52      | 40                               |
| Stendal (SDL)                | 121.899                        | 2.422,96      | 52                               |
| Wittenberg (WB)              | 137.070                        | 1.929,89      | 73                               |
| Autonomni gradovi:           |                                |               |                                  |
| Dessau-Roßlau (DE)           | 86.906                         | 244,62        | 363                              |
| Halle (Saale) (HAL)          | 232.963                        | 135,02        | 1.726                            |
| Magdeburg (MD)               | 231.525                        | 200,95        | 1.145                            |
| Saska-Anhalt (ST)            | 2.335.006                      | 20.446        | 116                              |

Saska-Anhalt podijeljena je u 220 općina, od čega su 104 grada, od kojih su tri autonomni gradovi. Do zadnjeg dana 2009. godine postojale su 857 općine, koje su radi racionalizacije spojene.

### Veliki gradovi
|     | Grad              | Kotar                  | Br. stan. 31. prosinca 2000. | Br. stan. 31. prosinca 2010. | Promjena 2000–2010 u % | Površina (km²) |
| --- | ----------------- | ---------------------- | ---------------------------- | ---------------------------- | ---------------------- | -------------- |
| 1.  | Halle             | autonoman              | 247.736                      | 232.963                      | -5,96                  | 135,02         |
| 2.  | Magdeburg         | autonoman              | 231.450                      | 231.525                      | +0,03                  | 200,97         |
| 3.  | Dessau-Roßlau     | autonoman              | 100.029                      | 86.906                       | -13,12                 | 244,64         |
| 4.  | Wittenberg        | Wittenberg             | 56.122                       | 49.496                       | -11,81                 | 240,32         |
| 5.  | Bitterfeld-Wolfen | Anhalt-Bitterfeld      | 57.435                       | 45.171                       | -21,35                 | 87,31          |
| 6.  | Halberstadt       | Harz                   | 46.437                       | 42.605                       | -8,25                  | 142,97         |
| 7.  | Stendal           | Stendal                | 48.261                       | 42.435                       | -12,07                 | 268,02         |
| 8.  | Weißenfels        | Burgenlandkreis        | 46.021                       | 41.434                       | -9,97                  | 113,51         |
| 9.  | Bernburg          | Salzlandkreis          | 40.704                       | 35.516                       | -12,75                 | 113,45         |
| 10. | Merseburg         | Saalekreis             | 39.699                       | 35.419                       | -10,78                 | 54,73          |
| 11. | Wernigerode       | Harz                   | 36.739                       | 34.383                       | -6,41                  | 170,03         |
| 12. | Naumburg          | Burgenlandkreis        | 37.359                       | 34.294                       | -8,20                  | 129,88         |
| 13. | Schönebeck        | Salzlandkreis          | 38.659                       | 33.888                       | -12,34                 | 85,77          |
| 14. | Zeitz             | Burgenlandkreis        | 38.358                       | 31.556                       | -17,73                 | 87,15          |
| 15. | Sangerhausen      | Mansfeld-Südharz       | 35.167                       | 29.679                       | -15,61                 | 207,64         |
| 16. | Aschersleben      | Salzlandkreis          | 33.772                       | 29.082                       | -13,89                 | 156,31         |
| 17. | Staßfurt          | Salzlandkreis          | 34.612                       | 28.605                       | -17,36                 | 146,53         |
| 18. | Quedlinburg       | Harz                   | 32.125                       | 28.424                       | -11,52                 | 141,82         |
| 19. | Köthen            | Anhalt-Bitterfeld      | 32.553                       | 28.243                       | -13,24                 | 78,42          |
| 20. | Eisleben          | Mansfeld-Südharz       | 29.526                       | 25.489                       | -13,67                 | 143,81         |
| 21. | Salzwedel         | Altmarkkreis Salzwedel | 28.542                       | 24.874                       | -12,85                 | 304,53         |
| 22. | Burg              | Jerichower Land        | 27.078                       | 24.163                       | -10,77                 | 164,02         |
| 23. | Gardelegen        | Altmarkkreis Salzwedel | 26.513                       | 23.971                       | -9,59                  | 632,24         |
| 24. | Zerbst            | Anhalt-Bitterfeld      | 27.323                       | 23.167                       | -15,21                 | 467,65         |
| 25. | Blankenburg       | Harz                   | 24.592                       | 21.911                       | -10,90                 | 148,91         |
| 26. | Oschersleben      | Börde                  | 23.902                       | 20.831                       | -12,85                 | 188,92         |

Izvor: Statistički ured Saske-Anhalt

## Politika
Na prvim slobodnim izborima nakon ponovnog osnutka ove savezne zemlje 1990., najviše glasova su osvojili Kršćansko-demokratska unija (39,0%) i Slobodna demokratska stranka (13,5%), što je njihov najbolji rezultat u istočnoj Njemačkoj, te je na vlast došla crno-žuta koalicija s ministrom predsjednikom Gerdom Giesom (CDU). U srpnju 1991. Gies napušta tu poziciju, te na njegovo mjesto dolazi bivši ministar financija Werner Münch (CDU). Nakon Münchove ostavke u studenom 1993. na njegovo mjesto je izabran Christoph Bergner (CDU). Visoka stopa nezaposlenosti, te loše gospodarstvo stanje u nekad jakom industrijskom sektoru uzrokuje snažno nezadovoljstvo naroda crno-žutom koalicijom. Na izborima za pokrajinski parlament 1994. Socijaldemokratska stranka Njemačke s 34% dobiva skoro isti broj glasova kao i CDU (34,4%). Budući da FDP dobiva samo 3,6% glasova, CDU gubi svog koalicijskog partnera. Reinhard Höppner iz SPD-a postaje novi čelni čovjek Saske-Anhalt u vladi manjinske koalicije sa Zelenima uz potporu PDS-a (današnja Die Linke). Nakon izbora 1998. Zeleni napuštaju parlament, te Höppnerova manjinska vlada se održava uz potporu PDS-a. Ovaj način vladanja postao je poznat kao Magdeburški model. Na ovim izborima znatan uspjeh polučuje ekstremno desničarska stranka DVU koja osvaja 12,9% glasova.
Na izborima za četvrti saziv pokrajinskog parlamenta u ožujku 2002., SPD doživljava veliki poraz i pada na treće mjesto po broju glasova, iza CDU-a i PDS-a. Zbog unutarstranačkih razdora DVU ne ulazi u parlament. FDP doživljava povratak na političku scenu s 13,3%, te CDU i FDP formiraju vladu na čelu s Wolfgangom Böhmerom. Na izborima 2006. FDP dobiva samo 6,7% što nije dovoljno za koaliciju s CDU-om (36,2%). CDU i SPD formiraju veliku koaliciju pod vodstvom Böhmera. Izbore 2011. obilježio je povratak Zelenih koji opet nakon 1998. prelaze prag i ulaze u parlament. Uz podršku od samo 3,8% glasova, FDP ne ulazi u parlament. Na ovim izborima bila je moguća koalicija Die Linke 23,7%)i SPD-a (21,5%), ali je svaka stranka htjela svog kandidata za predsjednika. Umjesto toga opet se formira velika koalicija CDU-a i SPD-a na čelu s novim ministrom predsjednikom Reinerom Haseloffom (CDU). Zbog starosti, Böhmer nije više mogao obnašati tu funkciju.
Predsjednici parlamenta Saske-Anhalt:
- 1946. – 1948. Bruno Böttge, SED
- 1948. – 1950. Adam Wolfram, SED
- 1950. – 1952. ??
- 1990. – 1998. Klaus Keitel, CDU
- 1998. – 2002. Wolfgang Schaefer, SPD
- 2002. – 2006. Adolf Spotka, CDU
- 2006. – 2011. Dieter Steinecke, CDU
- od 19. travnja 2011. Detlef Gürth, CDU

Predsjednik (Oberpräsident) pokrajine Saske-Anhalt:
- 1945–1947: Erhard Hübener, LPD

Ministri predsjednici Saske-Anhalt:
| Ministri predsjednici Saske-Anhalt | Ministri predsjednici Saske-Anhalt | Ministri predsjednici Saske-Anhalt | Ministri predsjednici Saske-Anhalt | Ministri predsjednici Saske-Anhalt | Ministri predsjednici Saske-Anhalt |
| Br.                                | Ime                                | Rođen/umro                         | Stranka                            | Početak mandata                    | Kraj mandata                       |
| ---------------------------------- | ---------------------------------- | ---------------------------------- | ---------------------------------- | ---------------------------------- | ---------------------------------- |
| 1                                  | Erhard Hübener                     | 1881–.1958.                        | LDP                                | 21. srpnja 1947.                   | 13. kolovoza 1949.                 |
| 2                                  | Werner Bruschke                    | 1898. – 1995.                      | SED                                | 13. kolovoza 1949.                 | 23. srpnja 1952.                   |
| 3                                  | Gerd Gies                          | *1943.                             | CDU                                | 28. listopada 1990.                | 4. srpnja 1991.                    |
| 4                                  | Werner Münch                       | *1940.                             | CDU                                | 4. srpnja 1991.                    | 28. studenog 1993.                 |
| 5                                  | Christoph Bergner                  | *1948.                             | CDU                                | 2. prosinca 1993.                  | 21. srpnja 1994.                   |
| 6                                  | Reinhard Höppner                   | *1948.                             | SPD                                | 21. srpnja 1994.                   | 16. svibnja 2002.                  |
| 7                                  | Wolfgang Böhmer                    | *1936.                             | CDU                                | 16. svibnja 2002.                  | 19. travnja 2011.                  |
| 8                                  | Reiner Haseloff                    | *1954.                             | CDU                                | 19. travnja 2011.                  | na dužnosti                        |

Dosadašnje vlade:
- 1946. – 1950.: SED/LDP/CDU, od 1949. NDPD
- 1950. – 1952.: SED/LDPD/DBD/NDPD
- 1990. – 1994.: koalicija CDU/FDP
- 1994. – 1998.: koalicija SPD/Savez '90/Zeleni (manjinska vlada uz podršku PDS-a)
- 1998. – 2002.: SPD (manjinska vlada uz podršku PDS-a)
- 2002. – 2006.: koalicija CDU/FDP
- od 24. travnja 2006.: koalicija CDU/SPD

### Simboli
Grb Saske-Anhalt simbolizira prusku pokrajinu Sasku (u gornjem dijelu), te Slobodnu državu Anhalt (u donjem dijelu). Boje pokrajine su žuta i crna.

### Partnerstva
| Partneri Saske-Anhalt      | Partneri Saske-Anhalt | Partneri Saske-Anhalt | Partneri Saske-Anhalt | Partneri Saske-Anhalt |
| -------------------------- | --------------------- | --------------------- | --------------------- | --------------------- |
| Grb regije Centre          | Regija Centre         | Francuska             | 5. srpnja 2004.       | Francuska             |
| Grb Mazovjeckog vojvodstva | Mazovjecko vojvodstvo | Poljska               | 13. listopada 2003.   | Poljska               |

## Stanovništvo
Stanovnici Saske-Anhalt potomci su germaniziranih Slavena, naseljenih Nijemaca, Flamanaca, Hugenota i drugih etničkih skupina. U ovo područje doseljavali su se i ljudi iz ostalih dijelova Njemačke, kao i prognanici nakon 1945., te Nijemci iz Rusije doseljeni nakon ujedinjenja Njemačke. Broj stranaca je vrlo malen u ovoj saveznoj zemlji, ali zanimljivo je spomenuti zajednicu Vijetnamaca.

### Jezik
U Saskoj-Anhalt danas se govori standardnim njemačkim jezikom koji je pod djelomičnim utjecajem tirinško-gornjesaksonskog govora uz korištenje brojnih brandenburških izraza. U Altmarku i Magdeburškoj regiji starije stanovništvo se još služi donjonjemačkim govorom. U Mansfelder Landu može se čuti mansfeldski govor, koji je vrlo teško razumljiv stanovništvu izvan te regije.

### Rast stanovništva
Negativni rast stanovništva trend je u Saskoj-Anhalt od ujedinjenja Njemačke, a za njega je podjednako zaslužan mali broj novorođenih, te iseljavanje u druge dijelove Njemačke. Unatoč manjem rastu od 1994., broj rođenih je još uvijek izrazito nizak.
| Godina | Br. stan. | Ukupno   |
| ------ | --------- | -------- |
| 1990.  | 2.856.051 |          |
| 1995.  | 2.696.662 | -159.389 |
| 2000.  | 2.571.220 | -125.442 |
| 2005.  | 2.422.993 | -148.227 |
| 2010.  | 2.291.383 | -131.610 |

Između 92.000 i 237.000 stanovnika živi u autonomnim gradovima, te između 96.000 i 247.000 u kotarevima. Gustoća naseljenosti vrlo je niska u kotarevima Altmark, Jerichower Land i Wittenberg. Stranci čine 1,9 % stanovništva Saske-Anhalt, što je najmanji udio stranaca među nejmačkim saveznim državama.

#### Razvoj stanovništva u upravnim jedinicama
Peta regionalna prognoza statističkog ureda za Sasku-Anhalt u razdoblju od 2008. do 2025. predviđa daljnji pad broja stanovnika. Ova pad će se više osjetiti u ruralnim i gospodarski nazadnim sredinama nego u velikim gradovima. Predviđanja su sljedeća:
| autonomni grad / kotar  | površina u km² | stan.1) 2005. | stan.1) 2015.2) | stan.1) 2025.2) | pad br. stan.1) od 2005. do 2025. | Gustoća stan.1) 2005. po km² | Gustoća stan.-1) 2025.2) pokm² |
| ----------------------- | -------------- | ------------- | --------------- | --------------- | --------------------------------- | ---------------------------- | ------------------------------ |
| Grad Dessau-Roßlau      | 245            | 92.339        | –               | 78.681          | 14,8%                             | 377                          | 321                            |
| Grad Halle (Saale)      | 135            | 237.198       | –               | 206.120         | 13,1%                             | 1.757                        | 1.527                          |
| Grad Magdeburg          | 201            | 229.126       | –               | 208.272         | 9,1%                              | 1.140                        | 1.036                          |
| Altmarkkreis Salzwedel  | 2.292          | 96.040        | –               | 78.566          | 18,2%                             | 42                           | 34                             |
| Kotar Anhalt-Bitterfeld | 1.452          | 190.771       | –               | 136.579         | 28,4%                             | 131                          | 94                             |
| Kotar Börde             | 2.366          | 190.080       | 178.200         | 160.299         | 15,7%                             | 80                           | 75                             |
| Burgenlandkreis         | 1.414          | 207.727       | 182.300         | 152.032         | 26,8%                             | 147                          | 107                            |
| Kotar Harz              | 2.104          | 247.490       | 225.300         | 209.149         | 15,5%                             | 118                          | 99                             |
| Kotar Jerichower Land   | 1.577          | 102.402       | –               | 80.343          | 21,5%                             | 65                           | 55                             |
| Kotar Mansfeld-Südharz  | 1.449          | 163.620       | 142.700         | 115.734         | 29,3%                             | 113                          | 80                             |
| Saalekreis              | 1.433          | 208.094       | 186.800         | 184.716         | 11,2%                             | 145                          | 129                            |
| Salzlandkreis           | 1.426          | 226.593       | 198.600         | 164.480         | 27,4%                             | 159                          | 115                            |
| Kotar Stendal           | 2.423          | 131.267       | –               | 96.114          | 26,8%                             | 54                           | 40                             |
| Kotar Wittenberg        | 1.930          | 146.969       | –               | 105.152         | 28,5%                             | 76                           | 54                             |
| Ukupno                  | 20.477         | 2.469.716     | 2.238.286       | 1.976.237       | 20,0%                             | 121                          | 97                             |

 Bilješke: 1) stanovnika/stanovništvo, 2) Regionalno predviđanje rasta broja stanovnika Statističkog ureda Saske-Anhalt

### Religija
Saska-Anhalt ima stoljetnu protestantsku (luteransku) tradiciju. Zbog toga se 31. listopada slavi Dan reformacije kao blagdan na razini te savezne države. No,zbog višedesetljetnog komunističkog utjecaja broj vjernika, što luterana što ostalih, je drastično pao. Prema istraživanju iz 2010. više ljudi napušta vjerske zajednice nego što im prilazi.
- 80% stanovnika nisu pripadnici niti jedne vjerske sljedbe.[8]
- 15% su pripadnici Evangeličke (luteranske) crkve Njemačke
- 3,6% su rimokatolici
- 2% su ostali (Židovi, budisti,muslimani itd. )

## Kultura
Za razliku od susjednih pokrajina Brandenburga, Saske ili Tirinške, kulturni krajolik Saske-Anhalt vrlo je raznolik, te razni dijelovi pokrajine imaju malo toga zajedničkog. Jedan dio pokrajine koji se nalazi između Saale i Labe smatra se, kao i južni dio Donje Saske, dijelom Ostfalije. Područje južno od Harza smatra se kulturno tirinškim. Na sjeveru Saske-Anhalt nalazi se stara pokrajina Altmark koja je slična današnjem Brandenburgu, a isto vrijedi i za Jerichower Land između Labe i Fläminga. Područje na jugoistoku zemlje, između Hallea i Wittenberga kulturno je vezano sa Saskom. U sredini nalazi se regija Anhalt koja se proteže od Harza do Dessaua i koje je mješavina ostfalske, tirinške, saksonske i brandenburške kulture.
Ukratko, Saska-Anhalt se može podijeliti na sljedeće kulturne prostore: Altmark na sjeveru, Jerichower Land na istoku, Osfalija na zapadu, područje pod tirinškim utjecajem na jugozapadu, te područje pod saksonskim utjecajem na jugoistoku. U sredini pokrajine nalazi se Anhalt.

### Gradovi
Dana 31. prosinca 2006. od 2.441.787 stanovnika Saske-Anhalt njih 1.116.692 živjelo je u gradovima s više od 20.000 stanovnika, što čini stopu urbanizacije od 45,73 %. Iako se većina gradova smanjuje od 1940., oni čine kulturna središta pokrajine. To se posebno odnosi na Magdeburg i Halle koji su najveća gradska središta, te na Dessau s arhitekturom u stilu Bauhausa i Lutherov grad Wittenberg. Zbog različitih kulturnih utjecaja izgled gradova bitno se razlikuje. Gradovi Stendal, Salzwedel, Tangermünde, Gardelegen i Burg prepoznatljivi su po sjevernonjemačkoj ciglenoj gotičkoj arhitekturi. Romanička i gotička arhitektura može se naći u gradovima oko Harza kao što su Halberstadt, Wernigerode, Sangerhausen, Aschersleben, te posebice Quedlinburg i Eisleben. Tragovi srednjovjekovne arhitekture mogu se još naći u Naumburgu, Merseburgu, Zeitzu i Schönebecku. Tragovi renesanse i baroka mogu se naći u više gradova, ponajviše u Wittenbergu, ali i u Köthenu, Bernburgu i Weißenfelsu. Halle, koji je najveći grad Saske-Anhalt ima mješovitu arhitekturu, od srednjovjekovne do moderne.Industrijski utisak najviše daje grad Bitterfeld-Wolfen. Zbog uništenja u Drugom svjetskom ratu, gradska središta Magdeburga i Dessaua obiluju socijalističkim građevinama izgrađenim poslije rata, te novijim građevinama. Wolfen i Halle-Neustadt imaju izrazito socijalističku arhitekturu s velikim stambenim zgradama.

### Utvrde i dvorci
Za izgradnju fortifikacija najpovoljnija područja na ovom teritoriju su na brežuljkastom jugu pokrajine. U sjevernim i ravničarskim područjima mogu se naći utvrde i dvorci koji su okruženi vodom. Uz srednjovjekovnu germansko-slavensku granicu izgrađeni su utvrđeni gradovi (Magdeburg, Bernburg, Merseburg, Naumburg). Među najstarijim utvrdama su otonske kraljevske palače koje se, između ostalih, mogu ovdje naći u Allstedt, Magdeburgu, Memlebenu, Merseburgu, Quedlinburgu, Tilledi i Westerburgu.
Najznačajnije utvrde koje su sačuvane i dandanas su Falkenstein u Harzu, Landsberg, Neuenburg kod Freyburga na Unstrutu, veliki zamak Querfurt, Rudelsburg, Saaleck, Giebichenstein, Moritzburg, te Wettinski dvorac koji je bio dom istoimene dinastije, te dvorac Anhalt. Veliki broj utvrda i njihovih ostataka postoji diljem pokrajine, a ponajviše u Harzu. Kasnije je tijekom povijesti Pruska pretvorila Magdeburg u jednu od najznačajnijih utvrda u Njemačkoj.
Rezidencijalni dvorci i palače najviše su se razvili za vrijeme renesanse i baroka. U Harzu se nalaze mnogi ovakvi dvorci koji su se razvili od srednjovjekovnih utvrda. Najpoznatiji ovakav dvorac je Wernigerode, ali također i dvorci Stolberg, Blankenburg i Schloss Mansfeld. Dvorci koji su služili kao upravna sjedišta su Bernburg (Anhalt-Bernburg), Johannbau u Dessauu (Anhalt-Dessau), Moritzburg (Saska-Zeitz), Neu-Augustusburg (Saska-Weißenfels) i Wittenberg (Elektorat Saska).
Od izvangradskih i ljetnig rezidancija najpoznatiji su dvorac Mosigkau kraj Dessaua, te brojni dvorci u vrtnom kompleksu Dessau-Wörlitz. U ovu kategoriju spada i dvorac Oranienbaum, te nekadašnji dvorac Zerbst.

### Crkve i samostani
Crkvena arhitektura najviše je procvala u vrijeme romanike i gotike. U ovo vrijeme izgrađeno je više katedrala (Magdeburg, Halle, Merseburg, Naumburg, Zeitz, Halberstadt, Havelberg), te više gradskih crkava (crkve sv. Stjepana u Ascherslebenu i Calbeu, crkva sv. Marije i crkva sv. Ivana u Dessauu, crkve sv. Martina i Naše Gospe u Halberstadtu, crva sv. Marije u Halleu, sv. Jakova u Köthenu, sv. Vjekoslava u Naumburgu, sv. Nikole u Quedlinburgu, sv. Jakova u Schönebecku, sv. Marije u Stendalu, sv. Stjepana u Tangermündeu, te Gradska crkva u Wittenbergu).
Crkve od iznimne arhitektonske važnosti su crkva sv. Kirijaka u Gernrodeu, te crkva sv. Servatija u Quedlinburgu. Crkva u Walbecku također je važan primjer otonske arhitekture.
Većina crkava u starom dijelu Magdeburga razorene su u Drugom svjetskom ratu, te kasnije porušene. Uz katedralu, važan je i samostan Naše Gospe, te crkve sv. Petra, sv. Sebastijana, sv. Ivana, te sv. Nikole. Nakon reformacije u 16. stoljeću, većina samostana su napušteni, tako da su do danas ostale samo samostanske crkve, te ruševine. Značajni samostani bili su Huysburg, Drübeck, Gröningen, Hadmersleben, Hamersleben, Hillersleben, te arhitektonski važan samostan Jerichow. U samostanu Pforta kraj Naumburga, 1543. osnovana je znamenita škola i internat.

## Obrazovanje
Od 1990. u Saskoj-Anhalt dogodio se značajan akademski i istraživački razvitak. Uz Sveučilište Otto von Guericke u Magdeburgu i Sveučilište Martina Luthera u Halleu i Wittenbergu, ovdje postoji još osam visokih škola (Hochschulen).
- Visoka škola Anhalt
- Visoka škola Harz
- Visoka škola Merseburg
- Visoka škola Magdeburg-Stendal
- Umjetnička visoka škola Halle
- Evangelička visoka škola za crkvenu glazbu Halle
- Theološka visoka škola Friedensau
- Policijska akademija Sachsen-Anhalt

## Gospodarstvo

### Od 1945. godine
Podjelom saveznih država u okruge, današnja Saska-Anhalt 1952. podijeljena je na okruge Halle i Magdeburg. Prema planskom gospodarskom sustavu DDR-a, okrug Halle postao je namijenjen razvoju kemijske industrije, zbog čega su ovdje sagrađene velike kemijske tvornice u Leuni (Leunawerke), Schkopauu (Buna-Werke) i Bitterfeld/Wolfenu. Ovo područje još uvijek se naziva "Kemijski trokut" ili "Srednjonjemački kemijski trokut" (Mitteldeutsches Chemiedreieck). U ovo vrijeme lokalni rudnici minerala i ugljena zapošljavali su na desetke tisuća radnika. Gospodarstvo okruga Magdeburg karakteriziralo je postojanje velikih poljoprivrednih površina u Bördeu i Altmarku, te teška strojna industrija koja se sastojala od velikih poduzeća kao što su SKET, VEB Schwermaschinenbau „Karl Liebknecht“ ili VEB Schwermaschinenbau Georgi Dimitroff u Magdeburgu koji su okupljali brojna industrijska poduzeća koja su postojala prije 1945. godine.

### Od 1990. godine
Strukturne promjene u gospodarstvu koje su se dogodile od ujedinjenja 1990. bile su istovremeno uspješne i neuspješne. Veliki kombinati su pogotovo imali strukturne poteškoće u tranziciji na tržišnu ekonomiju, jer su bili tehnički zastarjeli i neekološki, te su zahtijevali veliki broj radne snage. Veliki strojarski, kemijski i rudarski kombinati brzo su propali, što je prouzrokovalo gubitak desetaka tisuća radnih mjesta. Nezaposlenost je rasla s 10,3 % (167.127) 1991. preko 16,5 % (208.149) 1995. sve do 21,7 % 1998./1999. te je na ovoj razini ostala nekoliko godina, što je bila najveća razina nezaposlenosti u Njemačkoj. Od 2005. nezaposlenost polagano i kontinuirano pada na 11,5 % 2011. čime je Saska-Anhalt na 14. od 16 njemačkih pokrajina. Unutar same pokrajine postoji velika razlika između različitih područja što se tiče nezaposlenosti: u kotaru Börde stopa nezaposlenosti u svibnju 2011. bila je 7,9 %, dok je u kotaru Mansfeld-Südharz ta stopa bila 14,3 %, što je duplo više.
Općenito gledajući, od 1990. Saska-Anhalt je imala relativno spor, ali stabilan gospodarski rast. U sedam godina BDP se udvostručio, od 20,3 milijarde eura 1991. do 42,7 milijardi eura 1998. godine. Sljedećih sedam godina rast BDP-a je bio spor, otprilike 10%, te je do 2005. narastao na 47,4 milijarde eura. Od 2006. kreće ponovni uzlet, te do 2008. BDP raste na 52,7 milijardi eura, što je otprilike rast od 11 % u tri godine. Ekonomska kriza vrši utjecaj na gospodarstvo pokrajine, te ona 2010. ima ukupni BDP od 52,1 milijardi eura, što je stavlja na 12. mjesto u Njemačkoj.
Danas su za gospodarstvo najznačajnije kemijska, strojarska i prehrambena industrija, te turizam. Uz ove tradicionalne aktivnosti, još se razvio i sektor usluga, te nove industrije kao što je automobilska, biotehnološka, informacijska i komunikacijska industrija, kao i energija vjetra, fotovoltaička te drvna industrija. Gospodarska struktura pokrajine još nije dovoljno jaka.
Područje između Hallea i saskog Leipziga nekad je bio gospodarski centar ove regije koji je napredovao i zbog dobre prometne povezanosti (autoceste A 9, A 14, A 38, A 143, Zračna luka Leipzig-Halle, željeznički čvor u Halleu). U Kemijskom trokutu nalazi se središte njemačke kemijske i petrokemijske industrije. Najveće strane investicije u istočnoj Njemačkoj bile su usmjerene u Leunu. područje sjeverno i zapadno od Magdeburga, zbog svoje strateške lokacije između Berlina i Hannovera na prometnim pravcima A 2 i A 14, te na riječnom križanju također je zadnjih godina privuklo brojne investicije.

## Promet

### Zračni promet
Između Hallea i Leipziga na području Saske nalazi se Zračna luka Leipzig/Halle. U Magdeburgu postoji jedna zračna pista koja se većinom koristi za sportske i privatne letjelice. U blizini grada Ascherslebena nalazi se Zračna luka Magdeburg-Cochstedt koja se nije koristila dugi niz godina, ali ju je od 30. ožujka 2011 počeo upotrebljavati Ryanair.

### Riječni promet
Uz Labu i Saale, važni za ovaj oblik prometa su kanal Mittelland i kanal Laba-Havel koje se dodiruju u Magdeburgu na velikom umjetnom riječnom križanju.

### Željeznički promet
Jedan od prvih željezničkih pravaca u Njemačkoj otvoren je ovdje između Köthena i Dessaua. Nakon produženja anhaltske željeznice preko Wittenberga i Jüterboga, ovaj željeznički pravac na kraju je završavao u Berlinu na bivšem kolodvoru Berliner Anhalter Bahnhof. Köthen je postao jedno od prvih željezničkih čvorišta u Njemačkoj jer se nalazio i na pruzi Magdeburg-Leipzig.
Danas su najznačajniji željeznički pravci u Saskoj-Anhalt pruga koja povezuje Berlin i Hannover preko Stendala, pruga Berlin–Halle koja povezuje Berlin i München, pruga Berlin–Magdeburg, pruga Magdeburg-Braunschweig koja je veza s Hannoverom, kao i pruga Magdeburg–Leipzig koja služi kao veza između Magdeburga i Hallea. Ovdje djeluju i lokalne željezničke linije i poduzeća, kao što je Harz-Elbe-Express (HEX). Većinom u turističke svrhe koristi se Harzska uskotračna željeznica (Harzer Schmalspurbahnen).
Najvažnija željeznička čvorišta su Halle i Magdeburg, dok su Stendal, Halberstadt, Köthen, Dessau, Wittenberg, Bitterfeld, Weißenfels, Naumburg i Sangerhausen važni željeznički kolodvori.
U urbanim područjima Magdeburga i Hallea postoji gradska urbana željeznica (S-Bahn).

### Cestovni promet
Kroz Sasku-Anhalt prolaze četiri savezne autoceste od nacionalnog značaja. U sjevernoj Saskoj-Anhalt u ravcu istok-zapad autocesta A2 koja povezuje Berlin i Hannover prolazi kroz Magdeburg. U istočnom dijelu pokrajine u smjeru sjever-jug prolazi autocesta A9 koja povezuje Berlin i München, a spaja gradove Dessau, Bitterfeld, Halle i Weißenfels. Dijagonalno kroz ovo područje prolazi A14 koja povezujući Dresden i Magdeburg preko Hallea prolazi kroz Bernburg, Staßfurt i Schönebeck. U planu je produženje ove autoceste prema sjeveru preko Stendala, Osterburga (Altmark) i Wittenbergea (Brandenburg) sve do Schwerina. Na jugu Saske-Anhalt prolazi A38 (Leipzig–Göttingen). Ova autocesta spojena je s A14 preko A143 koja prolazi zapadno od Hallea i koja je spojena sa srednjonjemačkom cestovnom petljom.
Za središnje područje Saske-Anhalt bitna je savezna cesta 6n koja je produženje A395 i koja povezuje gradove Wernigerode, Blankenburg (Harz), Thale, Quedlinburg i Aschersleben, te se kod Bernburga spaja s A14. Trenutno je u fazi radova nastavak A9 južno od Dessaua. Na sjeveru pokrajine od značaja su državne ceste B71, koja povezuje Haldensleben, Gardelegen i Salzwedel, te B189 koja povezuje Stendal, Osterburg (Altmark) i Seehausen (Altmark). Na sjeveru B190 spaja Salzwedel i Seehausen.
| Godina | Savezne autocete u km | Savezne ceste u km | Državne ceste u km |
| ------ | --------------------- | ------------------ | ------------------ |
| 1995.  | 199                   | 2.326              | 3.845              |
| 2000.  | 320                   | 2.403              | 3.834              |
| 2003.  | 360                   | 2.359              | 3.778              |
| 2005.  | 384                   | 2.416              | 3.819              |
| 2010.  | 550                   | 2.319              | 3.930              |

Kroz Sasku-Anhalt prolazi dio Transromanice, Straße der Romanik koja vodi kroz bogati kulturni krajolik ovog područja. Također ovdje prolazi i cesta obitelji Bismarck (Straße der Familie Bismarck).

## Sport

### Nogomet
U regionalnoj ligi – Sjever igraju 1. FC Magdeburg koji je bivši dobitnik Kupa pobjednika kupova kao i klubovi Hallesche FC i VfB Germania Halberstadt (Männer). U drugoj ženskoj saveznoj ligi igra klub Magdeburger FFC.

### Košarka
Na jugu Saske-Anhalta nalazi se jedan od najuspješnijih košarkaških klubova Istočne Njemačke. Mitteldeutscher BC (MBC) iz Weißenfelsa igrao je od 1999. do 2004. u Prvoj saveznoj košarkaškoj ligi BBL. Godine 2004. ova momcad osvojila je kup FIBA Europe Cup Men. Nakon nekoliko godina u drugoj ligi, ovaj klub opet je postao prvoligaš u sezoni 2008./2009.

### Rukomet
Saska-Anhalt, a pogotovo Magdeburg poznati su po rukometu. SC Magdeburg igra u Prvoj rukometnoj ligi, a ostali značajni klubovi su SV Anhalt Bernburg, Dessau-Roßlauer HV i HC Aschersleben. Od ženskih rukometnih klubova značajni su SV Union Halle-Neustadt i SG Bandits Magdeburg/Barleben.

## Vanjske poveznice
- (njem.)(engl.)(tal.)(fr.)(šp.)(polj.)(rus.)(jap.)Službena stranica Saske-Anhalt  Arhivirana inačica izvorne stranice od 19. srpnja 2011. (Wayback Machine)
- (njem.)(engl.)(tal.)Službeni portal za investiranje u Sasku-Anhalt